# Bevoorradingsschip

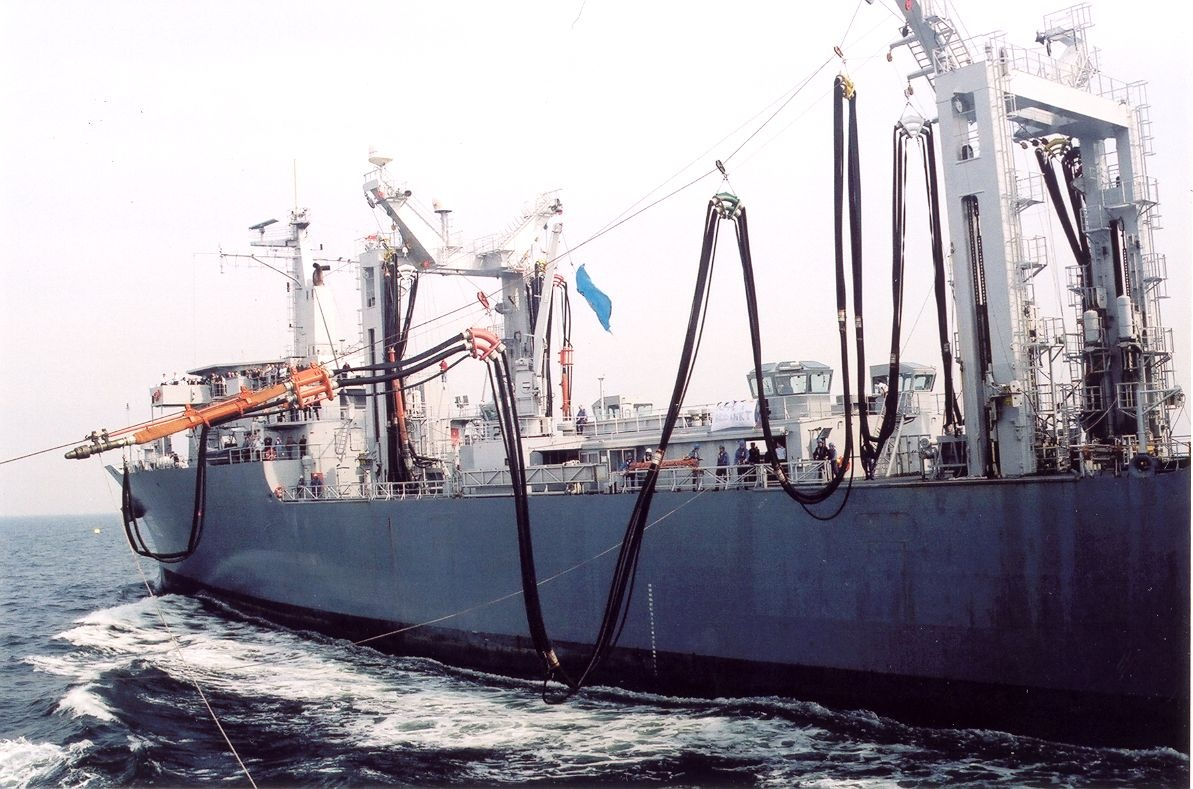
Zr. Ms. Amsterdam in actie.

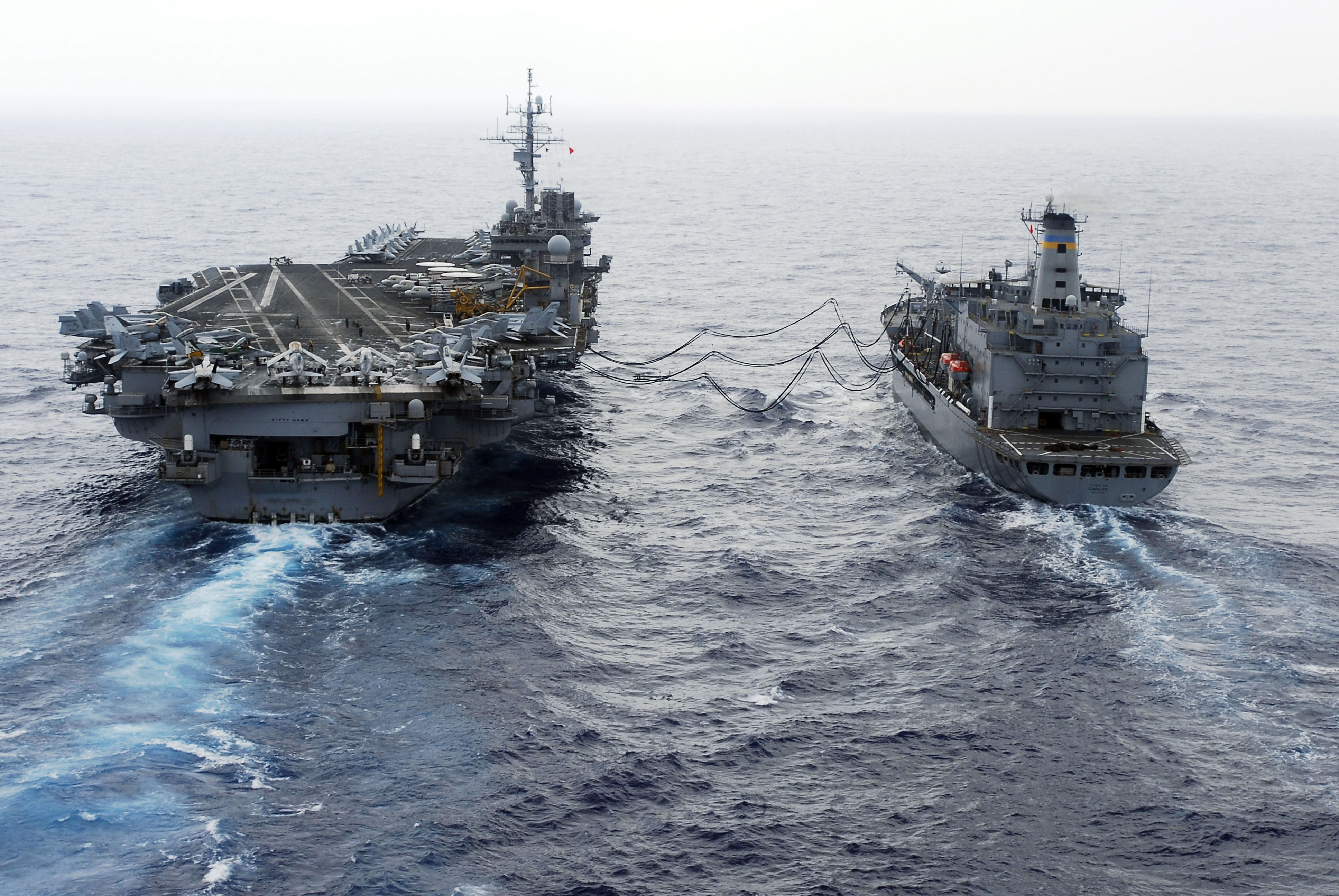
Bevoorradingsschip USNS Guadalupe voorziet USS Kitty Hawk (CV-63) van brandstof.

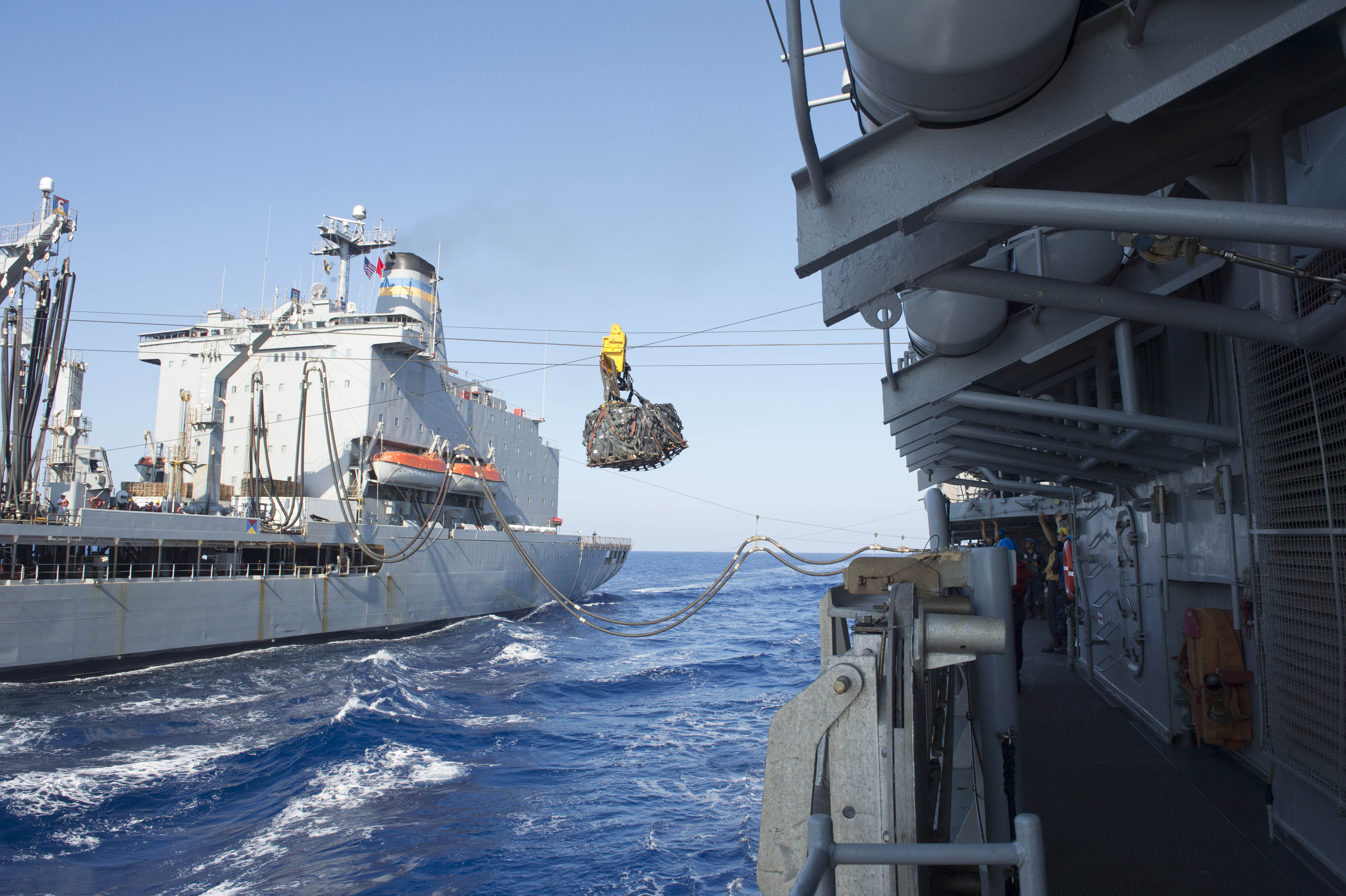
USNS Leroy Grummann brengt droge lading over.

Een bevoorradingsschip (militair) is een vaartuig dat oorlogsschepen voorziet van brandstof, munitie en tal van magazijnartikelen.
Het gebruik van bevoorradingsschepen door krijgsmarines is al oud, maar kreeg vooral een hoge vlucht na de opkomst van stoomkracht in de 19e eeuw. Schepen konden toen niet langer vertrouwen op de aanwezigheid van wind, maar moesten regelmatig voorzien worden van grote hoeveelheden (aanvankelijk) steenkool en (later) stookolie.
De grote afstanden op de Grote Oceaan noopte met name de Amerikaanse marine in de Tweede Wereldoorlog eskaders bevoorradingsschepen te organiseren om de vele oorlogsschepen van brandstof en munitie te voorzien. Dergelijke eskaders bevonden zich in de regel achter de gevechtslinies, bewaakt door escortes kruisers en jagers.
Grote marines, zoals de Royal Navy en de US Navy hebben nog steeds gespecialiseerde schepen in gebruik: dat wil zeggen dat ze óf tanker zijn, óf munitieschip óf magazijnschip. Tevens hebben beide marines de meeste van hun bevoorradingsschepen ingedeeld bij aparte onderdelen, die civiel personeel in dienst hebben (Royal Fleet Auxiliary resp. Military Sealift Command) en onder civiele vlag varen.
Kleinere marines, zoals die van Canada, Griekenland, Turkije, Thailand en Nederland combineren meerdere functies in één schip en delen hun bevoorradingsschepen samen met fregatten in in eskaders. Deze bevoorradingsschepen varen onder marinevlag met militair personeel en zijn daarom oorlogsschepen. Canadese en Nederlandse bevoorradingsschepen konden daarom ook tijdens de Golfoorlog) van 1991 boardings uitvoeren.
Bevoorradingsschepen zijn tussen 8000 en 40 000 ton groot, (soms) bewapend met klein kaliber kanonnen en machinegeweren en in de regel voorzien van helikopterdek en -hangar.

## Nederland
De laatste twee bevoorradingsschepen van de Nederlandse Koninklijke Marine, de Hr. Ms. Zuiderkruis en de Zr. Ms. Amsterdam, werden afgestoten in respectievelijk 2011 en 2014. Voor de Zuiderkruis werd geen koper gevonden en het schip werd gesloopt in Izmir in Turkije; de Amsterdam werd inclusief het Goalkeeperwapensysteem verkocht aan de Peruviaanse marine en herdoopt in BAP Tacna (ARL-158).

## Civiel
De bevoorradingsschepen voor de offshore-industrie worden meestal een supplier genoemd.